# Liga a IV-a Vaslui
Liga a IV-a Vaslui este principala competiție fotbalistică din județul Vaslui, organizată de Asociația Județeană de Fotbal (AJF) Vaslui, situată în al patrulea eșalon al sistemului de ligi al fotbalului românesc.
Competiția este disputată de un număr variabil de echipe, în funcție de numărul echipelor retrogradate din Liga a III-a, al celor promovate din Liga a V-a Vaslui, precum și al echipelor care se retrag sau se înscriu în competiție. Campioana poate sau nu să promoveze în Liga a III-a, în funcție de rezultatul barajului de promovare disputat împotriva campioanei dintr-o serie județeană vecină.

## Istoric
În 1968, în urma noii reorganizări administrative și teritoriale a țării, fiecare județ a înființat propriul campionat de fotbal, integrând echipele din fostele campionate regionale, precum și echipele care evoluau anterior în competițiile orășenești și raionale. Proaspăt înființatul Campionat Județean Vaslui a fost pus sub autoritatea nou-înființatului Consiliu Județean pentru Educație Fizică și Sport (CJEFS) Vaslui.
De atunci, structura și organizarea Ligii a IV-a Vaslui, la fel ca în cazul multor alte campionate județene, au suferit numeroase schimbări. Între 1968 și 1992, principala competiție județeană a fost cunoscută sub numele de Campionatul Județean. Între 1992 și 1997, a fost redenumită Divizia C – Faza Județeană, apoi Divizia D, începând cu anul 1997, iar din 2006 este cunoscută ca Liga a IV-a.

## Lista campioanelor

### Campionatul Regional Bârlad
| Ed. | Sezon | Campioană       |
| --- | ----- | --------------- |
| 1   | 1951  | Dinamo Bârlad   |
| 2   | 1952  | Dinamo Bârlad   |
| 3   | 1953  | Spartac Focșani |
| 4   | 1954  | Dinamo Tecuci   |
| 5   | 1955  |                 |
| 6   | 1956  |                 |

### Campionatul Județean Vaslui
| Ed.                  | Sezon                | Campioană                |
| Campionatul Județean | Campionatul Județean | Campionatul Județean     |
| -------------------- | -------------------- | ------------------------ |
| 1                    | 1968–69              | Recolta IAS Laza         |
| 2                    | 1969–70              | Viitorul Vaslui          |
| 3                    | 1970–71              | Viitorul Vaslui          |
| 4                    | 1971–72              | Unirea Tricolor Bârlad   |
| 5                    | 1972–73              | Hușana Huși              |
| 6                    | 1973–74              | Recolta Văleni           |
| 7                    | 1974–75              | Avântul Huși             |
| 8                    | 1975–76              | Fulgerul PTTR Vaslui     |
| 9                    | 1976–77              | Flacăra Murgeni          |
| 10                   | 1977–78              | Hușana Huși              |
| 11                   | 1978–79              | FEPA '74 Bârlad          |
| 12                   | 1979–80              | FEPA '74 Bârlad          |
| 13                   | 1980–81              | Metalul Huși             |
| 14                   | 1981–82              | FEPA '74 Bârlad          |
| 15                   | 1982–83              | Inter Vaslui             |
| 16                   | 1983–84              | Unirea Negrești          |
| 17                   | 1984–85              | Metalul Huși             |
| 18                   | 1985–86              | Flacăra Murgeni          |
| 19                   | 1986–87              | Moldosin Vaslui          |
| 20                   | 1987–88              | Avântul Zăpodeni         |
| 21                   | 1988–89              | Olimpia Stănilești       |
| 22                   | 1989–90              | Unirea Abrom Bârlad      |
| 23                   | 1990–91              | Rulmentul Bârlad         |
| 24                   | 1991–92              | Victoria Muntenii de Jos |

| Ed.                        | Sezon                      | Campioană                  |
| Divizia C – Faza Județeană | Divizia C – Faza Județeană | Divizia C – Faza Județeană |
| -------------------------- | -------------------------- | -------------------------- |
| 25                         | 1992–93                    | Rulmentul Bârlad           |
| 26                         | 1993–94                    | Steaua Mecanica Huși       |
| 27                         | 1994–95                    | Sportul Municipal Vaslui   |
| 28                         | 1995–96                    | Steaua Mecanica Huși       |
| 29                         | 1996–97                    | Rulmentul Bârlad           |
| Divizia D                  |                            |                            |
| 30                         | 1997–98                    | Sportul Municipal Vaslui   |
| 31                         | 1998–99                    | Sportul Municipal Vaslui   |
| 32                         | 1999–00                    | Vipp Bârlad                |
| 33                         | 2000–01                    | Unirea Negrești            |
| 34                         | 2001–02                    | Victoria Muntenii de Jos   |
| 35                         | 2002–03                    | Victoria Muntenii de Jos   |
| 36                         | 2003–04                    | Vitis Șuletea              |
| 37                         | 2004–05                    | Flacăra Muntenii de Sus    |
| 38                         | 2005–06                    | Foresta Zorleni            |
| Liga a IV-a                |                            |                            |
| 39                         | 2006–07                    | FC Bârlad                  |
| 40                         | 2007–08                    | FC Vaslui II               |
| 41                         | 2008–09                    | FC Vaslui II               |
| 42                         | 2009–10                    | Dinamo ARI Râșești         |
| 43                         | 2010–11                    | FCM Huși                   |
| 44                         | 2011–12                    | FCM Huși                   |
| 45                         | 2012–13                    | FC 2007 Gârceni            |
| 46                         | 2013–14                    | FC 2007 Gârceni            |

| Ed. | Sezon   | Campioană                |
| --- | ------- | ------------------------ |
| 47  | 2014–15 | Atletico Vaslui          |
| 48  | 2015–16 | Pajura Huși              |
| 49  | 2016–17 | FC 2007 Gârceni          |
| 50  | 2017–18 | Flacăra Muntenii de Sus  |
| 51  | 2018–19 | Hușana Huși              |
| 52  | 2019–20 | Sporting Juniorul Vaslui |
| 53  | 2020–21 | CSM Vaslui               |
| 54  | 2021–22 | Rapid Brodoc             |
| 55  | 2022–23 | CSM Vaslui               |
| 56  | 2023–24 | Comstar Vaslui           |
| 57  | 2024–25 | Comstar Vaslui           |